# Lockheed C-5 Galaxy
O C-5 Galaxy é um avião cargueiro produzido pela empresa Lockheed Martin, e usado pela Força Aérea dos Estados Unidos (USAF). Em tamanho o Lockheed C-5 Galaxy só não excede o An-124 Ruslan e o An-225 Myria, da Antonov, o 747-8 da Boeing e o A380, da Airbus. O desenvolvimento do Galaxy começou no início da década de 1960 para atender ao requerimento CX-4 (depois CX-HLS) da USAF.

## Origem
A partir de 1960, com o aparecimento de motores a jato mais potentes, passou a ser possível criar um avião de transporte militar de tamanho gigante. O objetivo para a Lockheed era transportar no porão um peso de 115 toneladas durante 6000 km, ou 65 toneladas durante 12000 km, podendo utilizar uma pista 1200 metros. O primeiro C-5A levantou voo em 1968; seguiram-se 76 versões. Os Galaxy foram utilizados no Vietnam do Sul para entrega de material militar. Para esse fim, levantava a ponta dianteira e baixava-se o trem de aterragem, para diminuir a inclinação da rampa de acesso, que também se podia fazer pela retaguarda. Para distribuir o peso em terra, o avião estava equipado com um trem de pouso especial de vinte e oito rodas. Mas no entanto os C-5 Galaxy estiveram no centro de polêmicas econômicas e políticas, tendo ultrapassado o orçamento inicial. Antes do aparecimento dos An-124, o C-5 foi a maior aeronave de carga do mundo. O C-5 ficará em serviço até 2040 na USAF.

## Desenho

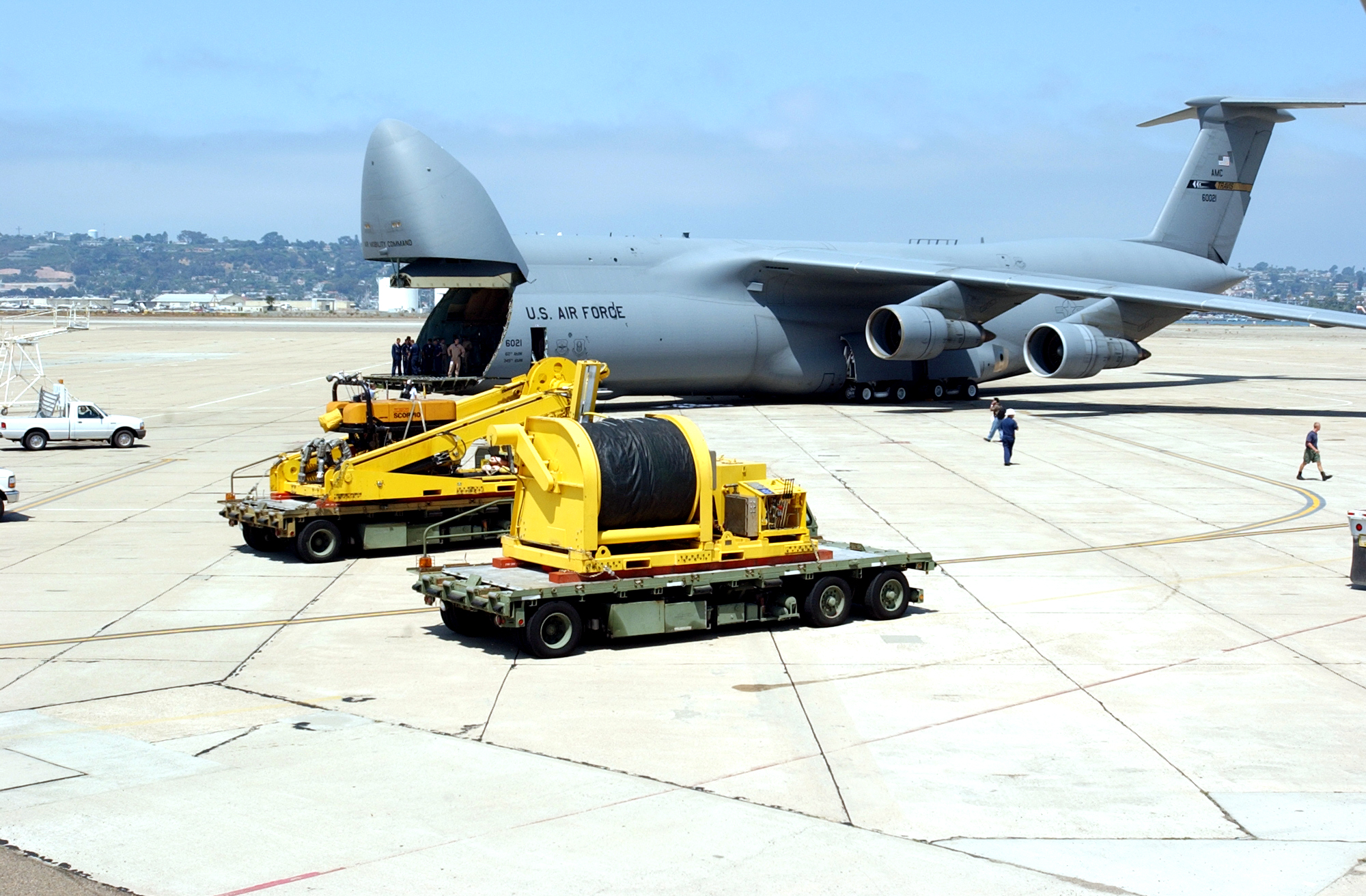
O nariz do C-5 levanta-se para o avião poder ser carregado com equipamento.

O avião que saiu da fábrica da Lockheed no começo de 1968 tinha certas semelhanças com o C-141: os quatro motores ficavam sob as asas altas, a cauda era em T, a parte traseira da fuselagem era levantada, incorporando portas de carga que podiam ser abertas durante o voo. No entanto a seção dianteira da fuselagem é bem diferente do C-141, principalmente com relação à cabine de pilotagem, situada sobre a parte da frente do porão de carga. Essa disposição, incomum na época, possibilitou a instalação de uma frente que se abre para cima, permitindo carregar ou descarregar volumes pelas duas extremidades do avião simultaneamente. Além disso, no caso de veículos, o procedimento de carga e descarga era unidirecional, isto é, eles se moveriam, dentro do avião, em apenas uma direção. Um tanque, por exemplo, poderia entrar pela frente (no momento do carregamento) e sair por trás (descarregamento). Ele não precisava entrar e sair pela frente. Exatamente atrás da cabine dos pilotos há uma pequena cabine para quinze passageiros; uma segunda, maior, foi instalada na parte superior da fuselagem e atrás das asas, acomodando até 75 passageiros.

## História operacional

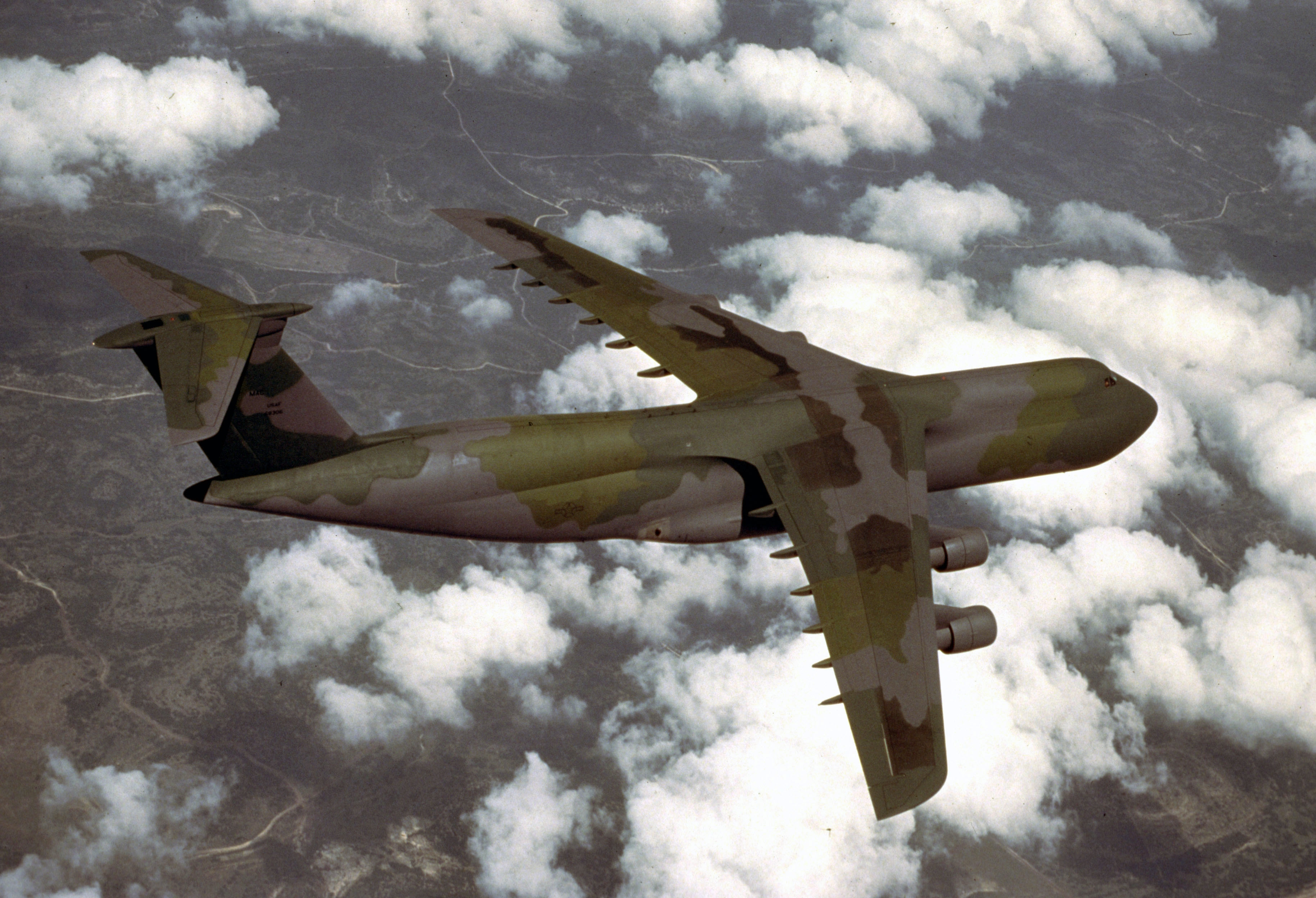
Um C-5A Galax.

Os testes do novo avião tiveram resultados relativamente bons. Os custos, no início estimados em 20 milhões de dólares por unidade, chegaram aos 60 milhões de dólares, levando a USAF a reduzir sua encomenda de 115 para 81 aparelhos, que começaram a entrar em serviço em maio de 1969. Por volta de 1971, o C-5 já estava mergulhado no trabalho e não havia dúvida de que sua chegada aumentara significativamente a capacidade do MAC de transportar qualquer tipo de carga ao redor do mundo com rapidez e eficiência. Nessa altura, os Estados Unidos estavam completamente afogados na Guerra do Vietnã e necessitavam com urgência dos serviços de uma aeronave como o C-5. No entanto, foi somente em agosto daquele ano que o C-5A fez sua estreia no conflito. Uma vez na zona de guerra, o Galaxy assumiu as crescentes demandas de reaprovisionamento, transportando grandes quantidades de carga de uma só vez.
Por essa época, porém, a questão da fadiga do material das asas veio à tona, com as tentativas de reforçar a caixa principal das asas apenas minimizando as restrições de voo impostas desde que o C-5 entrara em serviço. Em 1977, a USAF decidiu resolver o problema. Os trabalhos iniciaram em 1978 com a Lockheed projetando e fabricando novos conjuntos de asas, utilizando o máximo de peças comuns. O emprego de uma liga de alumínio mais resistente reforçou a estrutura da asa e conferiu-lhe alto grau de resistência à corrosão.
Após 178 milhões de dólares, 77 dos C-5 originais tinham sido elevados ao padrão C-5B e acompanhados por mais 50 C-5B novos. Em dezembro de 1984 o Galaxy justificou sua dispendiosa reforma, estabelecendo um novo recorde de transporte de carga útil e recordes nacionais de peso bruto de decolagem e de pouso, mostrando estar finalmente apto a estabelecer-se como um aparelho seguro e muito eficiente de transporte de carga pesada.